# Guillermo Alandes Vidal
Guillermo Alandes Vidal (El Puig de Santa Maria, 1994), és un pilotaire valencià, professional en la posició de mitger de la modalitat d'Escala i Corda. Va ser campió en el seu debut en la Lliga Bankia Professional l'any 2020, i subcampió de la Copa Diputació de València el mateix any. Actualment és membre de la Selecció Valenciana de Pilota, en la qual va ser campió l'any 2014 al mundial celebrat a Massamagrell.

## Biografia
Criat al Puig de Santa María, va descobrir la pilota de vaqueta gràcies a un guant d'escai, que va fer la seua àvia perquè el seu avi, de Massarrojos, jugara la partida de festes.
Va començar a jugar a frontó, en la Penya Amics del Frontó del seu poble. Més tard, va descobrir el trinquet, i va decidir apuntar-se a l'escola de pilota de Massamagrell, on va començar la seua carrera esportiva com a pilotari.
Va formar part del Club de Pilota Valenciana de Quart de les Valls, on va disputar el Campionat Autonòmic de Galotxa, el Trofeu del Corte Inglés, en el qual va ser guardonat en tres ocasions (2014, 2016 i 2017). Va formar part d'aquest club des de l'any 2013, fins a l'any 2017, on va donar un bot al món professional de l'escala i corda.
Ha sigut participant en diverses ocasions al Mundial de Pilota a Mà. El seu debut internacional va ser l'any 2013 quan va participar en l'europeu de Pilota a Mà en Bèlgica, on la Selecció Valenciana de Pilota va sortir de la competició guardonada amb el títol de campions absoluts en la categoria masculina. Més tard va participar també al Mundial de Pilota a Mà a Massamagrell, l'any 2014, on la selecció també va aconseguir fer-se amb el guardó de campions absoluts.

## Palmarés
| Any  | Competició                                | Resultat  | Observacions             |
| ---- | ----------------------------------------- | --------- | ------------------------ |
| 2020 | XXIX Lliga Bankia                         | Campió    | Amb Puchol II i Tomàs II |
| 2020 | XIII Copa Diputació de València           | Subcampió | Amb Puchol II            |
| 2021 | III Copa 2 Caixa Popular d'Escala i Corda | Campió    | Amb Julio Palau          |
| 2024 | Lliga Caixabank Pro II                    | Subcampió | Amb Carlos Donat         |

## Galeria

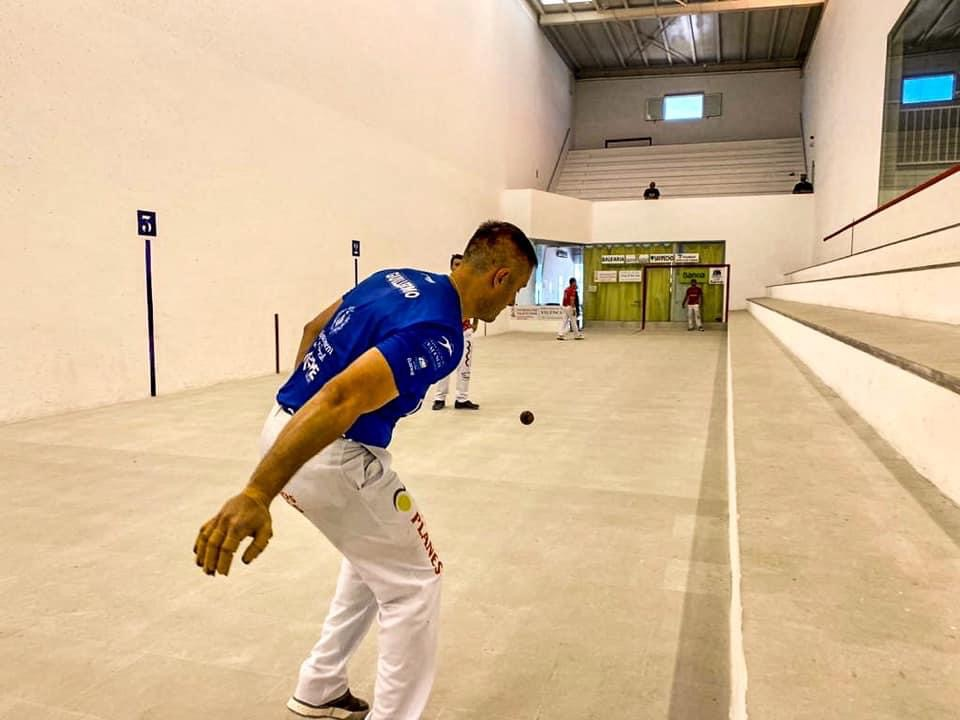
Guillermo Alandes ferint en una de les partides de la Lliga Bankia 2020
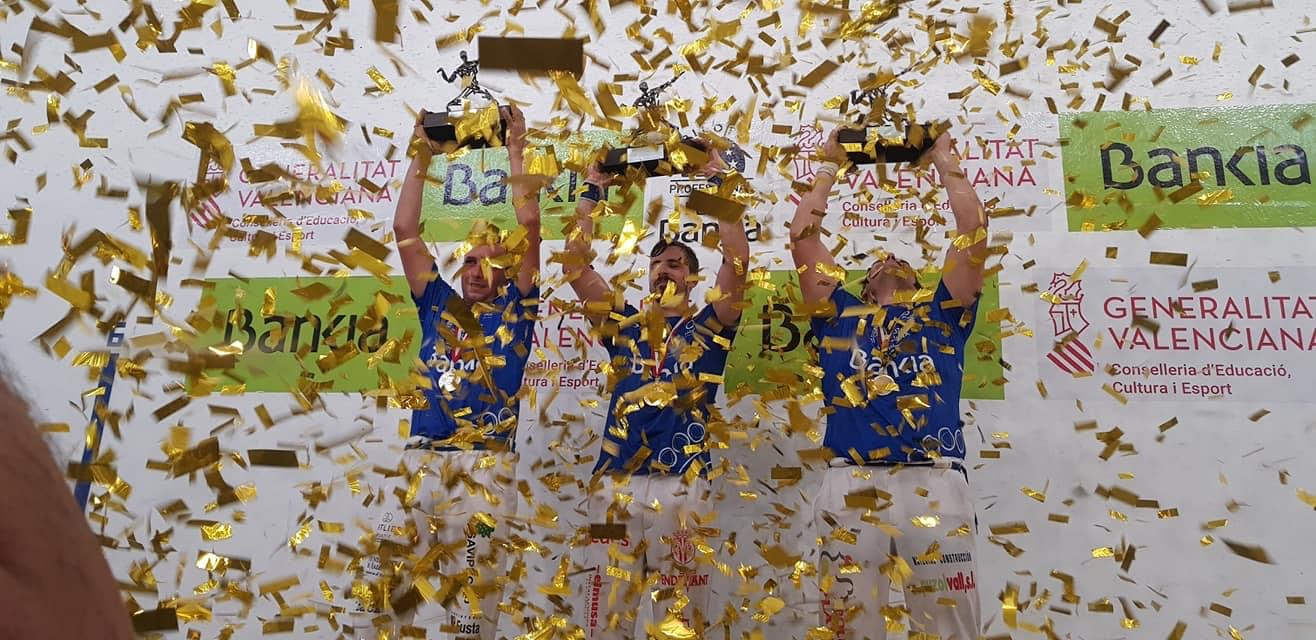
Guillermo Alandes junt als seus companys, Puchol II i Tomàs II, alçant el guardó que els atorgava com a campions de la Lliga Bankia d'Escala i Corda 2020.
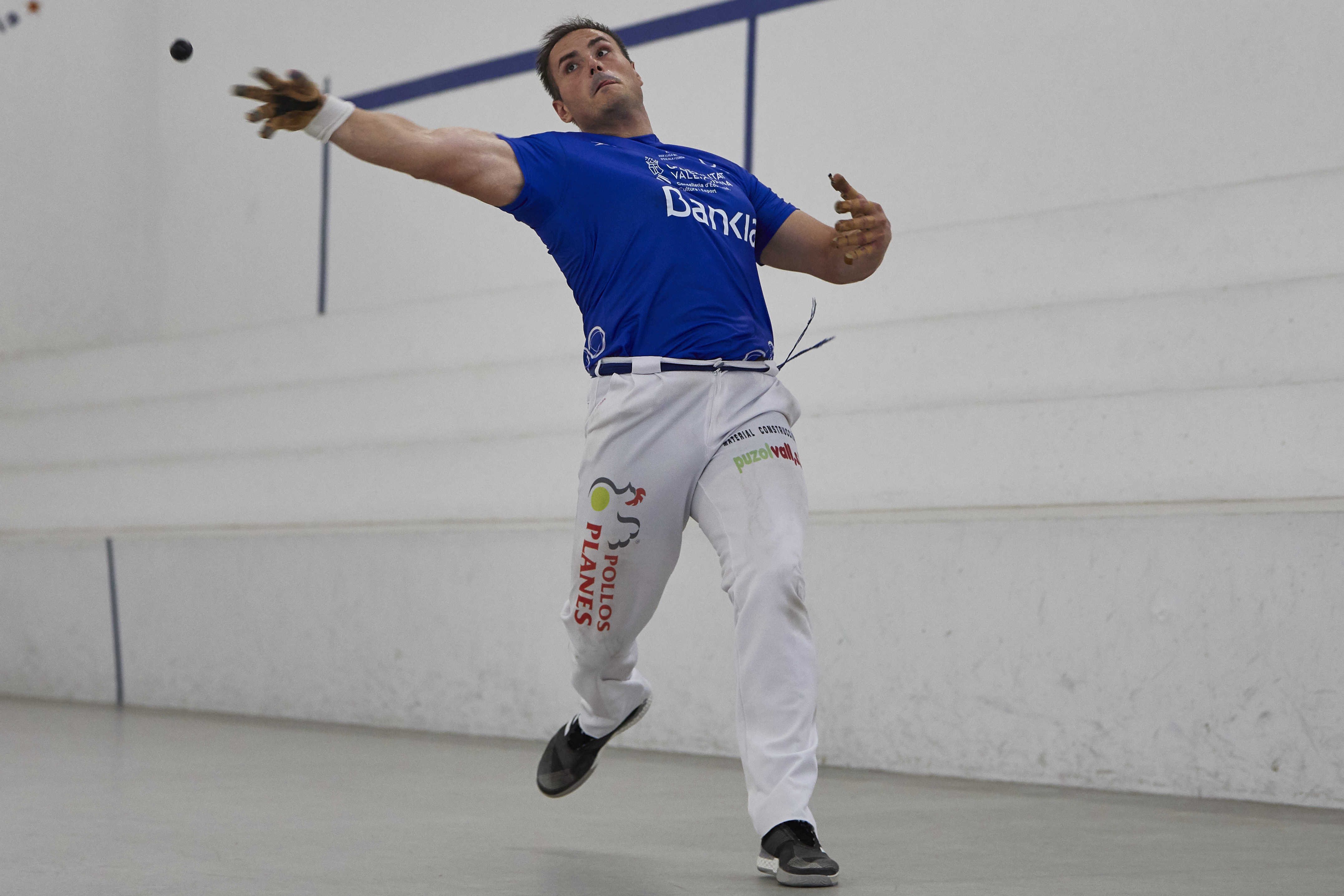
Guillermo Alandes colpejant.